# مساعد طبي
المساعد الطبي أو «المساعد السريري» أو المساعد الصحي هو معاون في قطاع الرعاية الصحية يساعد الأطباء وغيرهم من اختصاصيي الصحة، في العيادات عادةً. يمكن أن يخضع لبرنامج معتمَد يحصل من خلاله على شهادة مؤهِلة. ينفّذ المساعد الطبي مهمات وإجراءات اعتيادية في العيادة الطبية.
يمكن أن يكون «المساعد الطبي» حائزًا على شهادة معتمَدة أو مسجَلًا أو مصنفًا ضمن مجموعة غير محددة بدقة (تحت مسميات وظيفية قريبة مثل «مساعد طبي مكتبي» أو «مساعد سريري» أو «مساعد طبيب الأمراض العينية») ويجب ألا يُخلط بين المساعد الطبي ومساعد الطبيب وهو المتخصص الذي يمتهن معاونة الطبيب في تنفيذ عمليات أو إجراءات معينة بعد تلقي التدريب الملائم.
في الوسط العسكري، يمكن أن تطلق تسميات مشابهة على مقدمي الرعاية الطبية الأولية، كالمساعد الطبي في البحرية الملكية البريطانية، وفي المقابل، تكون للوظائف التي تنطوي على مسؤوليات المساعد الطبي ذاتها أسماء أخرى، كالمسعف المجند في البحرية الأمريكية.

## نظرة عامة
ينفذ المساعد الطبي واجبات إدارية وسريرية اعتيادية تحت إشراف مباشر من طبيب أو اختصاصي في الرعاية الصحية. يؤدي المساعد الطبي مهامًا إدارية عدة كالإجابة على الهاتف واستقبال المرضى وتحديث بيانات المرضى وتدوينها في السجلات الطبية وملء استمارات التأمين وتولي الموافقات وتنظيم المواعيد وترتيب قبولات المستشفى والفحوصات المخبرية وتولي المحاسبة ومسك الدفاتر. تختلف مهامه تبعًا لقوانين السلطة ويمكن أن تشمل أخذ التاريخ المرضي والعلامات الحيوية وشرح إجراءات المعالجة للمريض وتجهيزه للفحوصات والمساعدة في تنفيذ الإجراءات التشخيصية. يجمع المساعدون الطبيون العينات المخبرية ويعدونها ويجرون الاختبارات المخبرية البسيطة ضمن مقر عملهم ويتخلصون من المعدات الملوثة ويعقمون الأدوات الطبية. يقدمون التعليمات الدوائية للمرضى والإرشادات المتعلقة بالحميات الغذائية الخاصة ويجهزون الأدوية الموصوفة ويعطونها للمرضى ويصرحون بتجديد الوصفات الطبية وفقًا لتوجيهات الطبيب، ويتواصلون مع الصيدليات بشأن الوصفات الطبية، ويسحبون الدم ويجهزون المريض لفحص الأشعة ويجرون التخطيط القلبي الكهربائي، وينزعون الغرز الجراحية ويغيرون الضمادات. يسهل المساعد الطبي التواصل بين اختصاصيي الرعاية الصحية والمريض.
تسمح بعض السلطات للمساعدين الطبيين بتنفيذ إجراءات متقدمة بعض الشيء، كإعطاء الحقن أو التصوير بالأشعة السينية، وذلك بعد اجتياز امتحان أو الخضوع لدورة.
وفقًا للتصنيف المعياري الدولي للمهن، يجب أن يتلقى المساعدون الطبيون التدريب الرسمي ليتمكنوا من تقديم الخدمات الصحية المطلوبة في وظائفهم بكفاءة. يكون التعليم الرسمي عادة في مؤسسات التعليم بعد الثانوي كالمعاهد المهنية أو المعاهد الفنية أو الكليات الأهلية أو الكليات الخاصة أو البرامج التعليمية عبر الإنترنت أو الكليات المتوسطة. ينال المتدربون بعد إتمام برامج تدريب المساعدين الطبيين شهادة أو دبلوم، وتبلغ مدة هذه البرامج عامًا واحدًا، أو درجة الزمالة، ومدتها عامان. تشمل مواضيع الدراسة المصطلحات الطبية والتشريح وعلم وظائف الأعضاء، ويمكن أن تتضمن البرامج تدريبًا سريريًا، يُسمى أحيانًا «التدريب الخارجي»، إذ يعمل الطالب بصفة مساعد طبي في عيادة طبية. 